# Magdalena Kuras
Anna Monika Magdalena Kuras, född 14 maj 1988, är en svensk landslagssimmare som ingick i det svenska lag som tog EM-guld 2014 på 4x100 meter frisim.